# Pat (Zala)
Pat est un village et une commune du comitat de Zala en Hongrie.